# Maarten Paes
Maarten Paes, né le 14 mai 1998 à Nimègue aux Pays-Bas, est un footballeur Indonésien qui joue au poste de gardien de but au FC Dallas en MLS.

## Biographie

### En club
Né à Nimègue aux Pays-Bas, Maarten Paes est formé par l'un des clubs de sa ville natale, le NEC Nimègue. Il ne fait toutefois aucune apparition avec l'équipe première de ce club.
En avril 2018 il s'engage en faveur du FC Utrecht, où il arrive libre à partir du 1er juillet 2018. Paes joue son premier match sous ses nouvelles couleurs le 19 août 2018 face au PEC Zwolle, en championnat. Il est titularisé et son équipe s'impose par deux buts à zéro.
En décembre 2020, alors qu'il est titulaire dans le but d'Utrecht, il est victime d'une commotion cérébrale, il est alors éloigné des terrains pendant plusieurs semaines. Eric Oelschlägel s'installe alors à son poste pendant son absence.
Le 20 janvier 2022, il est prêté pour six mois au FC Dallas, franchise de Major League Soccer. 
Paes joue son premier match pour le FC Dallas le 26 février 2022, lors de la première journée de la saison 2022 de Major League Soccer, face au Toronto FC. Il est titularisé et les deux équipes se neutralisent (1-1 score final).
Après quatorze rencontres avec l'équipe texane, il est finalement transféré le 28 juin 2022 et signe un contrat de trois ans et demi.

### En sélection
Avec les moins de 19 ans, il participe à deux reprises au championnat d'Europe des moins de 19 ans, en 2016 puis en 2017. Il doit toutefois se contenter du banc des remplaçants. Lors de l'Euro 2017 organisé en Géorgie, les Pays-Bas s'inclinent en demi-finale face au Portugal.
Maarten Paes joue son premier match avec l'équipe des Pays-Bas espoirs le 24 mars 2019 face aux États-Unis (0-0 score final). Il est convoqué avec cette sélection dans la liste des joueurs retenus pour participer au championnat d'Europe espoirs en 2021. Durant ce tournoi il ne joue toutefois aucun match, étant la troisième option au poste de gardien derrière Justin Bijlow et Kjell Scherpen. Les Pays-Bas s'inclinent en demi-finale face à l'Allemagne.

## Vie personnelle
Le père de Maarten Paes, Vincent Paes, est un entrepreneur néerlandais et ancien président du NEC Nimègue.
Le 30 avril 2024, Paes a officiellement acquis la nationalité indonésienne.